# کامبرلند (واشینگتن)
کامبرلند (به انگلیسی: Cumberland) یک منطقهٔ مسکونی در ایالات متحده آمریکا است که در شهرستان کینگ، واشینگتن واقع شده‌است.